# Címerbővítés
A címerbővítés az eredeti címer kompozíciójának kiegészítése valamilyen új címerábrával. Hasonló, mint a címerjavítás és nem is feltétlenül szükséges köztük különbséget tenni. Míg a címerjavításkor általában a fejedelem vagy az ország címerének címerábrájával, színével vagy valamilyen külső címerrésszel (sisak, korona, pajzstartó stb.) javítják a címert, a bővítéskor bármilyen alakkal.
Bővített címer pl. a Hunyadiak 1453-as grófi címere, ahol az új címerkép, az oroszlán van a 2. és 3. mezőben, tehát a kevésbé előkelő helyen, a holló, az ősi címerkép pedig az 1. és 4. mezőben, az előkelőbb helyen. Hunyadi János 1455-ös és Hunyadi László 1456-os pecsétjén viszont az oroszlán van az 1. és 4., a holló pedig a 2. és 3. mezőben, az alakok pedig jobbfelé fordulnak, nem balfelé, mint az armálisban, ahol pajzs balfelé dől, tehát az alakokat is balfelé kellett fordítani és engedelmeskedniük kellett a heraldikai udvariasság szabályainak is.

## Lásd még
címerjavítás